# MTV Millennial Awards

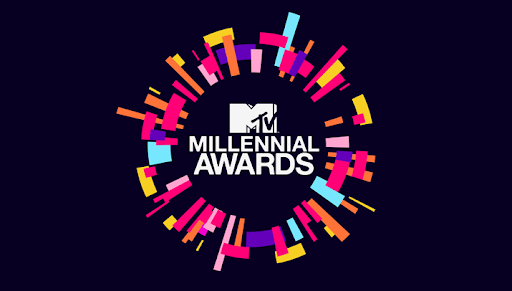
Logo dei Millennial Awards

Gli MTV Millennial Awards (abbreviato come MIAW) sono una manifestazione annuale che consiste nella consegna di premi musicali di genere latino-americani, organizzata dal canale via cavo MTV Latin America. La cerimonia è la versione latina degli MTV Video Music Awards. Si sono sempre tenuti a Città del Messico sin dalla sua prima edizione del 16 luglio 2013.
Nel febbraio 2025 è risultato uno dei quattro eventi per cui è stata annunciata una pausa di un anno da Bruce Gillmer, produttore esecutivo della Paramount.

## Edizioni
| Anno | Data      | Luogo                   | Città             | Presentatore(i)                   | Note        |
| ---- | --------- | ----------------------- | ----------------- | --------------------------------- | ----------- |
| 2013 | 16 luglio | Corona Forum            | Città del Messico | Karla Souza Werevertumorro        | [ 2 ] [ 3 ] |
| 2014 | 12 agosto | World Trade Center      | Città del Messico | Eiza Gonzalez                     | [ 4 ]       |
| 2015 | 10 giugno | World Trade Center      | Città del Messico | Tessa la El Diablito              | [ 5 ]       |
| 2016 | 12 giugno | World Trade Center      | Città del Messico | Maluma YosStop                    | [ 6 ]       |
| 2017 | 3 giugno  | Palacio de los Deportes | Città del Messico | Lele Pons Juanpa Zurita           | [ 7 ]       |
| 2018 | 3 giugno  | Mexico City Arena       | Città del Messico | La Divaza Mon Laferte             | [ 8 ]       |
| 2019 | 23 giugno | Palacio de los Deportes | Città del Messico | Luis Gerardo Méndez Calle y Poché |             |
| 2021 | 13 luglio | Quarry Studios          | Città del Messico | Kali Uchis Kenia Os               |             |
| 2022 | 8 luglio  | Pepsi Center            | Città del Messico | Becky G Jimena Jiménez            |             |

## Categorie dei premi

### Musica
- Video dell'anno
- Hit dell'anno
- Miglior artista pop
- Hit internazionale dell'anno
- Party Anthem
- Miglior DJ
- Artista argentino dell'anno
- Artista colombiano dell'anno
- Artista messicano dell'anno
- Collaborazione dell'anno

### Premi digitali
- MIAW Icon of the Year (icona dell'anno)
- Miglior artista emergente
- Best Worldwide Instagrammer (miglior star di Instagram mondiale)
- Best Argentine Instagrammer (miglior star di Instagram argentina)
- Best Colombian Instagrammer (miglior star di Instagram colombiana)
- Best Mexican Instagrammer (miglior star di Instagram messicana)
- Best Performance in an App
- Celebrity Challenge
- Instacrush
- Instacrack
- Supercolab
- Digital Addiction of the Year
- Ridiculous of the Year
- Viral Bomba

### Premi vari
- Film dell'anno
- Serie televisiva dell'anno
- Videogioco dell'anno
- Pranker of the Year
- Perfect Match
- Styler of the Year
- Miglior parodia
- Lord & Ladies
- Mami Acashore
- Papi Acashore

## Primati
| Vincitore            | Vittorie | Note  |
| -------------------- | -------- | ----- |
| BTS                  | 7        | [ 9 ] |
| Lali                 | 7        | [ 9 ] |
| Bad Bunny            | 6        | [ 9 ] |
| Kenia Os             | 5        | [ 9 ] |
| Sebastián Villalobos | 5        | [ 9 ] |
| Danna Paola          | 4        | [ 9 ] |
| J Balvin             | 4        | [ 9 ] |
| Juanpa Zurita        | 4        | [ 9 ] |
| Mario Aguilar        | 4        | [ 9 ] |
| Mario Bautista       | 4        | [ 9 ] |
| Mon Laferte          | 4        | [ 9 ] |
| Sebastián Yatra      | 4        | [ 9 ] |